# تضخم حيوي

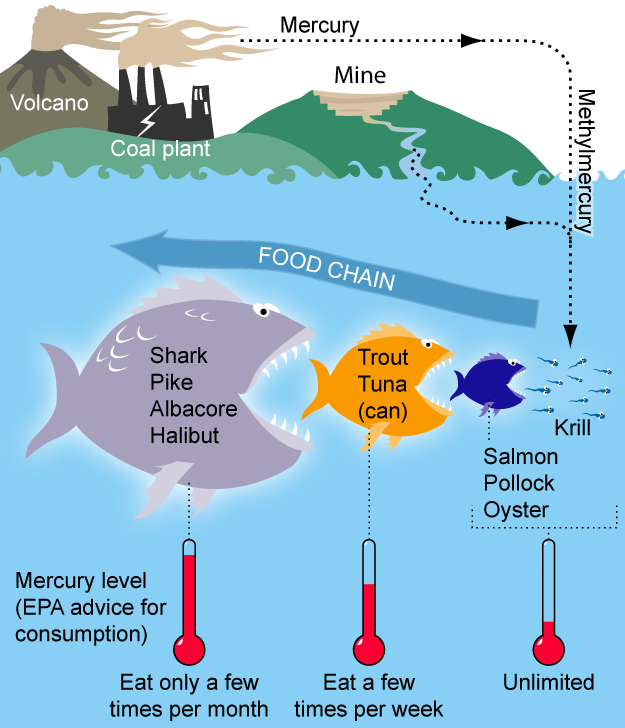

التضخم الحيوي، ويُعرف أيضًا باسم التكبير الحيوي أو التضخم البيولوجي أو التضخيم الحيوي، وهو عبارة عن الزيادة في تركيز المادة الذي يحدث في السلسلة الغذائية نتيجة:
- الاستمرارية (فلا يمكن فصلها عن طريق العمليات البيئية)
- علم الطاقة للسلسلة الغذائية
- انخفاض (أو انعدام) معدل التحلل الداخلي / إخراج المادة (والذي غالبًا ما يحدث بسبب عدم الذوبان في الماء)

وفيما يلي مثال يوضح كيفية حدوث التضخم الحيوي في الطبيعة:
تأكل سمكة الأنشوجة العوالق الحيوانية (Zooplankton) التي لديها كميات ضئيلة من الزئبق والذي تلتقطه هذه العوالق من الماء على مدى عمر الأنشوجة. وتأكل سمكة التونة الكثير من أسماك الأنشوجة تلك طوال حياتها، مما يؤدي إلى تراكم الزئبق الموجود في كل سمكة من أسماك الأنشوجة في جسمها. إذا أعاق الزئبق نمو أسماك الأنشوجة، تقوم سمكة التونة بتناول الأسماك بقدر أكبر قليلاً للبقاء على قيد الحياة. وتكون نتيجة تناول هذا القدر الأكبر قليلاً من الأسماك أن يتضخم محتوى الزئبق.
كثيرًا ما يشير مصطلح التضخم البيولوجي إلى العملية التي من خلالها تقوم بعض المواد مثل مبيدات الآفات أو المعادن الثقيلة بتحريك السلسلة الغذائية، وشق طريقها نحو الأنهار والبحيرات حيث تأكلها الكائنات المائية مثل الأسماك التي بدورها تأكلها الطيور الكبيرة والحيوانات والبشر. تصبح المواد متركزة في الأنسجة أو الأعضاء الداخلية التي تحرك السلسلة.
التراكمات الحيوية هي مواد يزيد تركيزها في الأعضاء الحيوية حيث إنها تقلل الهواء أو الماء أو الغذاء الملوث نتيجة لإخراج المواد أو تمثيلها غذائيًا ببطء شديد.
أحيانًا وعلى الرغم من استخدامه بالتبادل مع مصطلح «التراكم الحيوي»، إلا أن هناك فرقًا هامًا بين الاثنين وبين التركيز الحيوي. من المهم أيضًا التمييز بين التنمية المستدامة والإفراط في التضخم الحيوي.
- التراكم الحيوي يحدث داخل المستوى الغذائي، وهو زيادة تركيز أحد المواد في بعض أنسجة أجسام الكائنات الحية نظرًا لامتصاصها من الغذاء والبيئة.[2]
- التركيز الحيوي يحدث عندما يكون امتصاص الماء أكبر من إخراجه (لاندروم وفيشر 1999)

ومن ثم يحدث التركيز الحيوي والتراكم الحيوي داخل الكائن الحي، ويحدث التضخم الحيوي عبر المستويات الغذائية (السلسلة الغذائية).
التخفيف الحيوي هو أيضًا عملية تحدث لجميع المستويات الغذائية في البيئة المائية؛ وهو عكس عملية التضخم الحيوي، وبالتالي يقل تركيز المادة الملوثة حيث إنها تتقدم نحو الشبكة الغذائية.
الدهنيات، (المحب للدهن) أو المواد الدهنية القابلة للذوبان لا يمكن تخفيفها أو فصلها أو إخراجها في البول، وهي طريقة تعتمد على الماء، ومن ثم تتراكم في الأنسجة الدهنية للكائن الحي إذا افتقر الكائن الحي إلى الأنزيمات اللازمة لتحليلها. عندما تأكل الكائنات الحية الأخرى الدهون، يتم امتصاصها في القناة الهضمية، حاملة المادة، التي تتراكم فيما بعد في دهون الحيوان المفترس. وحيث إن عند كل مستوى من مستويات السلسلة الغذائية يتم فقد الكثير من الطاقة، يجب على الحيوان المفترس التهام الكثير من الفرائس بما في ذلك جميع المواد المحبة للدهن الخاصة بها.
على سبيل المثال، فعلى الرغم من أن الزئبق موجود فقط بكميات قليلة في مياه البحر، إلا أن الطحالب تقوم بامتصاصه (عادة مثل ميثيل الزئبق). يتم امتصاصه بكفاءة، ولكن الكائنات الحية تخرجه ببطء شديد (كروتو وآخرون 2005). يؤدي التراكم الحيوي والتركيز الحيوي إلى التراكم في النسيج الدهني لمستويات التغذية المتتالية: العوالق الحيوانية والسوابح الصغيرة والأسماك الكبيرة، وما إلى ذلك. فكل ما يتغذى على هذه الأسماك يستهلك أعلى مستوى من الزئبق المتراكم في السمكة. تشرح هذه العملية أسباب تمتع الأسماك المفترسة مثل سمكة السيف و سمك القرش أو الطيور مثل العقاب النساري والعقبان بتركيزات عالية من الزئبق في أنسجتها بنسبة أعلى من تلك الناتجة عن التعرض المباشر وحده. على سبيل المثال، تحتوي أسماك الرنجة على الزئبق بنسبة تبلغ حوالي 0.01 جزء من المليون بينما تحتوي أسماك القرش على نسبة تزيد عن 1 جزء من المليون (وكالة حماية البيئة الأمريكية EPA 1997).

## الحالة الراهنة
في تحليله لعدد كبير من الدراسات، خلص سيودل وآخرون. (1994) إلى أنه على الرغم من أن التضخم الحيوي يحدث بشكل أقل مما كان يعتقد في السابق، فهناك دليل قوي على أن دي دي تي ودي دي إي وبي سي بي وتوكسافين والأشكال العضوية من الزئبق والزرنيخ تتضخم حيويًا في الطبيعة. فيما يتعلق بالملوثات الأخرى، يكون التركيز الحيوي والتراكم الحيوي مسؤولين عن تركيزاتها العالية في أنسجة الكائنات الحية. حديثًا، توصل جراي Gray (2002) إلى بعض المواد المتشابهة المتبقية في الكائنات الحية والتي لم يتم تخفيفها إلى تركيزات غير خطيرة. يعد النجاح في استعادة أكثر الطيور افتراسًا (العقبان الصلعاء والشواهين) في أمريكا الشمالية عقب الحظر الذي كان مفروضًا على استخدام الدي دي تي في الزراعة شهادة على أهمية التضخم الحيوي.

## المواد التي تتضخم حيويًا
هناك مجموعتان رئيسيتان من المواد التي تتضخم حيويًا. وكلتاهما تميل للدهون وغير قابلة للتحلل بسهولة. لا تتحلل المواد العضوية الجديدة بسهولة نظرًا لعدم تعرض الكائنات الحية فيها من قبل للعوامل البيئية ومن ثم فهي لم تطور آليات محددة لإزالة السموم والإخراج، حيث لم يكن هناك أي ضغط انتقائي من جانبها. وبالتالي تعرف هذه المواد باسم «الملوثات العضوية الثابتة» أو POPs.
لا يمكن للمعادن أن تتحلل لأنها عناصر. لدى الكائنات الحية، وخاصة تلك التي تخضع بشكل طبيعي لمستويات عالية من التعرض للمعادن، آليات تفصل المعادن وتخرجها. تظهر المشكلات عندما تتعرض الكائنات الحية لتركيزات عالية أكثر من المعتاد فلا تستطيع إخراجها بالسرعة الكافية لمنع حدوث أي ضرر. تضر بعض المعادن الثقيلة الثابتة بالجهاز التناسلي للكائنات الحية بصورة خاصة.

### المواد العضوية الجديدة
- دي دي تي
- سداسي كلور البنزين (HCB)
- PCB
- توكسافين
- ميثيل الزئبق

### المواد غير العضوية
- الزرنيخ
- الكادميوم
- الزئبق
- السيلينيوم
- الرصاص